# 822
Cette page concerne l'année 822  du calendrier julien.
L'année 822 est une année commune qui commence un mercredi.

## Événements
- En Gaule, crue historique généralisée des fleuves à la fin de l'hiver ou au début du printemps. Hiver 822-823 particulièrement prolongé et rigoureux. La plupart des grands fleuves d'Europe sont gelés (Rhin, Danube, Elbe, Seine, Pô)[1].

- 22 mai : début du règne de Abd al-Rahman II émir de Cordoue (fin en 852)[2].
- Printemps : le général byzantin Thomas le Slave révolté contre Michel II le Bègue assiège une seconde fois Constantinople[3].
- 6 août : début de la construction de Corvey, abbaye-fille de Corbie, sur les bords de la Weser. Les moines s'y installent dès le 26 septembre et l'empereur confirme la fondation par une charte du 27 juillet 823. Le moine Anschaire y prêche[4].
- Août : 
  - Assemblée générale de l'empire carolingien à Attigny. Louis le Pieux se confesse publiquement d’avoir fait crever les yeux de son neveu Bernard d'Italie qui en est mort. Les conseillers ecclésiastiques de Louis le Pieux (Adalhard, Wala, Agobard et Hilduin, l’abbé de Saint-Denis), après avoir obtenu la confession de l’empereur, obtiennent l’envoi de Lothaire comme roi en Italie et son sacre par le pape (823), comme si le couronnement laïc de 817 avait été insuffisant[5]
  - Les Francs attaquent le chef croate de Pannonie révolté Ljudevit Posavski par sa frontière avec l'Italie ; encerclé, il se réfugie chez les Serbes alors que les Francs occupent le sud de la Dalmatie. Après avoir assassiné son hôte qui menaçait de le livrer, il se rend chez le roi croate dalmate Vladislav mais est assassiné au printemps 823. Le centre de l’État croate est déplacé vers les régions montagneuses du Velebit et de la Kapela où le prince Trpimir organise vers 845 sa cour sur le modèle franc et s’intitule Dux Croatorum[6].
- Été : expédition franque contre les musulmans d’Espagne. L'émir de Cordoue Abd al-Rahman II réplique à l'automne et attaque Barcelone et Urgell[7].
- Novembre : 
  - Le gouverneur du Khorasan Tahir Ier omet de citer le calife Al-Mamun dans la prière du vendredi, déclarant ainsi son indépendance. Il est assassiné le lendemain. Son fils Talha lui succède avec l'accord du calife. Début de la dynastie des Tahirides (fin en 872)[8].
  - A l'assemblée de Francfort, Louis le Pieux reçoit des ambassades des Abodrites, des Sorabes, des Wiltzes, des Bohémiens, des Moraves, des Prednitziens, des Avars de Pannonie et des Danois[5].

- Révolte de Wiomarc'h en Bretagne[9].
- Les annales franques signalent l’existence de la Grande-Moravie[10].
- Mission au Danemark (822-823) de l’archevêque de Reims Ebbon. Il demeure un été à la cour de Danemark sans provoquer de conversion[4].
- Les Vikings atteignent Cork. Première série d’attaques norvégiennes sur les côtes d’Irlande (822-834)[11].

## Décès en 822
- 21 mai : Al-Hakam Ier[2].
- Novembre : Tahir Ier, fondateur de la dynastie des tahirides.

- Al Wakidi, historien arabe auteur d’une biographie du Prophète Mahomet (né en 748).
- Grégoire Pterotos : général byzantin.